# Die Afrikanerin (Quadrille)
Die Afrikanerin ist eine Quadrille von Johann Strauss Sohn (op. 299). Sie wurde am 7. Juli 1865 im Wiener Volksgarten erstmals aufgeführt.